# Censura na Venezuela
A Censura na Venezuela refere-se a todas as ações que podem ser consideradas como supressão da liberdade de expressão no país.
A organização Repórteres sem Fronteiras coloca a Venezuela na 116ª posição numa lista de 180 países no seu Índice de Liberdade de Imprensa 2014 e classificou a liberdade de informação na Venezuela no nível de "situação difícil".
A Constituição da Venezuela diz que a liberdade de expressão e a liberdade de imprensa são protegidas. Além disso, o artigo 57 declara que "Todos têm o direito de expressar livremente seus pensamentos, ideias e opiniões, tanto oralmente, por escrito ou por qualquer outra forma de expressão, e de usar para tal propósito quaisquer meios de comunicação e difusão, e nenhuma censura deve ser estabelecida". Também afirma que "a censura restringindo a capacidade de funcionários públicos relatar assuntos nos quais são responsáveis é proibida". Segundo o artigo 58, "Todos têm o direito à informação verdadeira e imparcial, no tempo correto, sem censura...".
A organização Human Rights Watch disse que "durante a liderança do Presidente Chávez e agora do Presidente Maduro, a acumulação de poder no Poder Executivo e a erosão das garantias dos direitos humanos permitiram ao governo intimidar, censurar, e processar os seus críticos" e relatou que redes difusoras de rádio e TV podem sofrer censura se criticarem o governo.
A organização Freedom House, em seu Relatório Anual de 2013, classifica a Venezuela na 2ª pior posição das Américas em relação à liberdade de expressão, logo após Cuba, ambos na categoria de países "não livres". O país declinou mais 2 pontos em relação a 2012, em função da aquisição de veículos de mídia por empresas ligadas ao governo, especialmente o canal de oposição Globovisión, o que levou diversas vozes independentes e de oposição a deixar o canal, pela falta de independência editorial.
A Repórteres sem Fronteiras disse ainda que a mídia na Venezuela é "quase totalmente dominada pelo governo e seus anúncios obrigatórios, chamados cadenas (cadeia nacional).
Segundo o governo venezuelano, 70% da mídia venezuelana é privada, 5% pertence ao governo e 25% é mídia comunitária.

## Lei de Responsabilidade do Rádio e TV
A "Ley de Responsabilidad de Radio y Televisión" entrou em vigor em dezembro de 2004. Seu objetivo declarado é "atingir um equilíbrio democrático entre os deveres, direitos e interesses, de modo a promover a justiça social e aprofundar o desenvolvimento da cidadania, democracia, paz, direitos humanos, educação, cultura, saúde pública, e o desenvolvimento social e econômico da nação".
Defensores e detratores da lei debateram a sua importância como liberdade de expressão e jornalismo no país. Alguns reclamaram que a lei limita conteúdo violento e sexual na TV e no rádio durante as horas, de modo a proteger as crianças. Por exemplo, a organização Human Rights Watch argumentou que esses limites não são justos para as redes transmissoras, "tornando-se necessário para elas apresentar uma versão higienizada das notícias durante o dia". Ela também sugeriu que a "lei de difamação" nos seus artigos 115, 121 e 125 poderia resultar em censura política.

## Concessão para transmissão
Em maio de 2007, as controvérsias sobre a liberdade de imprensa foram exacerbadas quando expirou a concessão terrestre da Rede RCTV (Radio Caracas Televisión), e o governo se recusou a renová-la. Um artigo publicado pelo grupo Repórteres sem Fronteiras afirmou que:

"A Repórteres sem Fronteiras condena a decisão da Suprema Corte da Venezuela de rejeitar um recurso da Radio Caracas Televisión (RCTV) contra a perda de sua licença como 'inadmissível'. O recurso, protocolado em 9 de fevereiro de 2007, foi rejeitado em 18 de maio, interrompendo qualquer debate. O Presidente Hugo Chávez disse em 28 de dezembro de 2006 que ele se oporia à renovação da licença do grupo, acusando o canal de ter apoiado o Golpe de Estado na Venezuela de 2002 em 11 de abril, onde ele foi brevemente removido do cargo. Segundo o governo, a concessão expirou em 27 de maio de 2007, data esta contestada pela RCTV, que insiste que sua licença é válida até 2022. Sem esperar pelo dia 27 de maio, ou pela decisão da Suprema Corte, Hugo Chávez em 11 de maio, por decreto, alocou a frequência do canal 2 pertencente à RCTV a um novo canal de serviço público, Televisora Venezolana Social (TVes)".

 Esta ação do governo impulsionou manifestações de estudantes e formas conflituosas de demonstração política.
Após o fechamento da estação de TV em 2007, a Rede lançou um novo canal chamado RCTV International que passou a fazer transmissões na TV a cabo, via satélite. Seguindo sua mudança para TV a cabo, a RCTV se relançou como RCTV International, numa tentativa de fugir da regulação da lei de mídia venezuelana. Em meados de 2009, a Comissão Nacional de Telecomunicações da Venezuela (CONATEL), reguladora estatal da mídia, declarou que as redes transmissoras a cabo estariam sujeitas à lei de mídia se 70% ou mais do seu conteúdo fossem domésticos. Em janeiro de 2010 a CONATEL concluiu que a RCTV preenchia este critério (sendo acima de 90% doméstica, segundo a CONATEL), e reclassificou-a como uma fonte de mídia doméstica, portanto sujeita às exigências de transmissão de anúncios estatais, em cadeia nacional. Com diversas outras difusoras a cabo, a RCTV se recusou a fazê-lo e foi sancionada com o fechamento temporário. Depois reabriu novamente. Outros canais sancionados incluem as redes American Network, America TV e TV Chile. A rede TV Chile, canal internacional do estado chileno, falhou em responder a uma data-limite de 14 de janeiro para esclarecer a natureza de seu conteúdo. Provedores de TV a cabo foram encorajados pelo governo venezuelano a remover aqueles canais que violassem a regulação da mídia.

## Censura na Internet

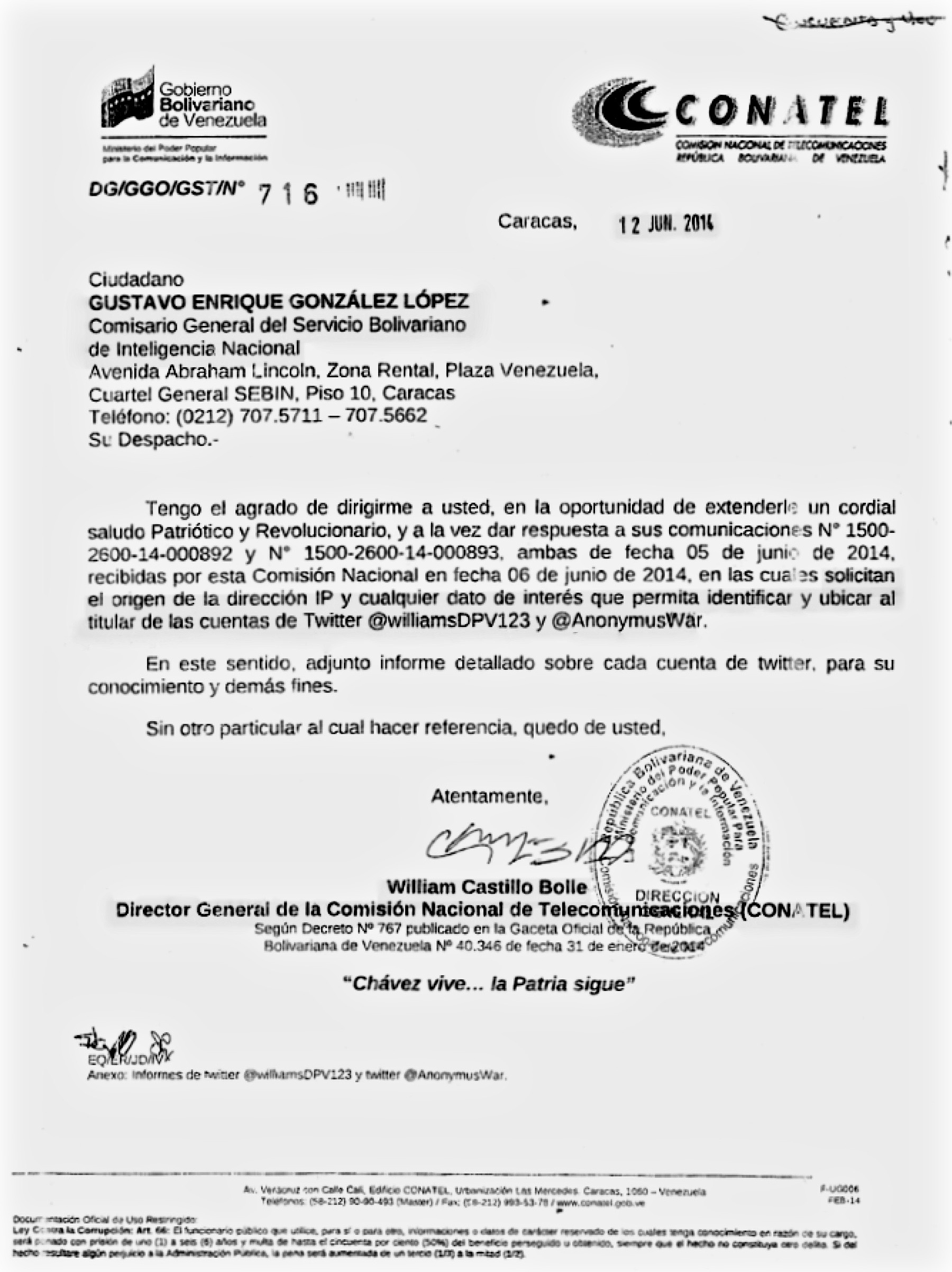
Solicitação formal do governo venezuelano para a identificação dos responsáveis por duas contas da rede social X (anteriormente conhecida como Twitter).

Segundo os critérios da organização Repórteres sem Fronteiras, no que tange à Internet, a Venezuela não se encaixa nas categorias de "vigilância", "censura", "prisão" ou "desinformação". Entretanto, a Repórteres sem Fronteiras alertou sobre a "crescente censura no serviço de Internet da Venezuela, incluindo diversos websites e redes sociais saindo do ar". Eles condenaram ações executadas pela Comissão Nacional de Telecomunicações da Venezuela (CONATEL) depois que a mesma restringiu o acesso a websites que mostrassem a taxa de câmbio paralela e depois que "exigiram que as redes sociais, particularmente o Twitter, filtrassem imagens relacionadas aos protestos acontecendo na Venezuela contra o governo". Contudo, o governo venezuelano publicou uma declaração dizendo que não bloqueou o Twitter ou imagens no Twitter, sugerindo que se tratava de um problema técnico.
Pesquisa prévia conduzida em 2011 no relatório da OpenNet Initiative afirmava que a censura na Internet na Venezuela "não existe". A organização OpenNet Initiative não encontrou evidências em 2012 sobre filtragem das ferramentas de Internet, nas áreas de política, sociedade, e conflito/segurança. Entretanto, a OpenNet Initiative declara que as recentes ações do governo venezuelano sugerem que o governo incentiva a autocensura, e o controle da informação, e que mudanças na lei venezuelana podem visar websites, num esforço do governo de controle da informação.
Não é permitido aos websites publicar a taxa de câmbio do mercado negro, uma vez que o governo argumenta que isso contribui para os graves problemas econômicos que o país tem enfrentado.

### Lei de Responsabilidade Social em Rádio, Televisão e Mídias Eletrônicas
Em dezembro de 2010, o governo da Venezuela aprovou a lei chamada Ley de Responsabilidad Social en Radio, Televisión y Medios Electrónicos. Ela visava exercer controle sobre o conteúdo que pudesse "promover delitos", "criar estresse social", ou "questionar a autoridade legitimamente constituída". A lei também indica que os administradores de websites serão responsáveis por quaisquer informações e conteúdos publicados. As multas para indivíduos que violam a lei serão de 10% da renda anual da pessoa, no último ano. A lei foi recebida com crítica pela oposição, sob o argumento de que essa seria uma violação da liberdade de expressão prevista na Constituição da Venezuela e que ela encoraja censura e autocensura.
Em novembro de 2013, o órgão regulador de telecomunicações na Venezuela, CONATEL, começou a ordenar que os provedores de Internet (ISPs) bloqueassem os websites que fornecessem a taxa de câmbio do mercado negro. Os provedores deviam se adequar em 24 horas ou enfrentar as sanções, as quais poderiam incluir a perda de suas concessões. Em um mês, os provedores tinham restringido acesso a mais de 100 URLs. A ordem se baseou na lei de mídia venezuelana de 2004, a qual torna ilegal "disseminar informação que possa gerar o pânico" entre o público em geral.
Segundo o jornal espanhol El País, a Conatel se certifica de que os provedores não permitam que seus assinantes tenham acesso a conteúdo que seja "uma agressão ao povo venezuelano" ou que "cause instabilidade", a seu critério. O El País também alerta que a Conatel poderia forçar os provedores de Internet a bloquear websites que se opusessem aos interesses do governo. Também foi relatado por El País que haverá possíveis automações na DirecTV, na CANTV, na Movistar e uma possível regulação do YouTube e Twitter.